# Reino de la Araucanía y la Patagonia
El Reino de la Araucanía y la Patagonia (en francés: Royaume d'Araucanie et de Patagonie), también denominado Reino de Nueva Francia (en francés: Royaume de Nouvelle-France), fue el nombre que recibió el intento de establecer un estado en territorio mapuche y tehuelche bajo la autoridad del aventurero francés Antoine de Tounens. El estado, nunca reconocido, fue instituido formalmente con un decreto proclamado por su creador el 17 de noviembre de 1860.
Tounens, procurador del Tribunal de primera instancia de Périgueux (Francia) devenido en aventurero, afirmó que las regiones de la Araucanía y la Patagonia oriental no dependían de los estados vecinos, Argentina y Chile, por lo cual podían proclamarse independientes bajo su soberanía. En consecuencia, viajó a las regiones de la Patagonia chilena y tuvo algún contacto con algunos loncos mapuches, quienes deseaban mantener su independencia de los gobiernos argentino y chileno. No hay pruebas concluyentes de que los mapuches lo considerasen su soberano o incluso un gobernante. 
Tounens fue arrestado el 5 de enero de 1862 por las autoridades chilenas, encarcelado y declarado mentalmente insano en un juicio celebrado en un tribunal de Santiago el 2 de septiembre de dicho año. El 28 de octubre de 1862 fue expulsado de regreso a Francia. Intentó regresar a Araucanía y Patagonia en tres ocasiones para reclamar su supuesto reino, pero fue detenido en cada una de ellas y expulsado de Argentina y de Chile.
Desde su muerte, existe una línea sucesoria de pretendientes al trono.

## Historia

Escudo original del Reino de la Araucanía y la Patagonia.

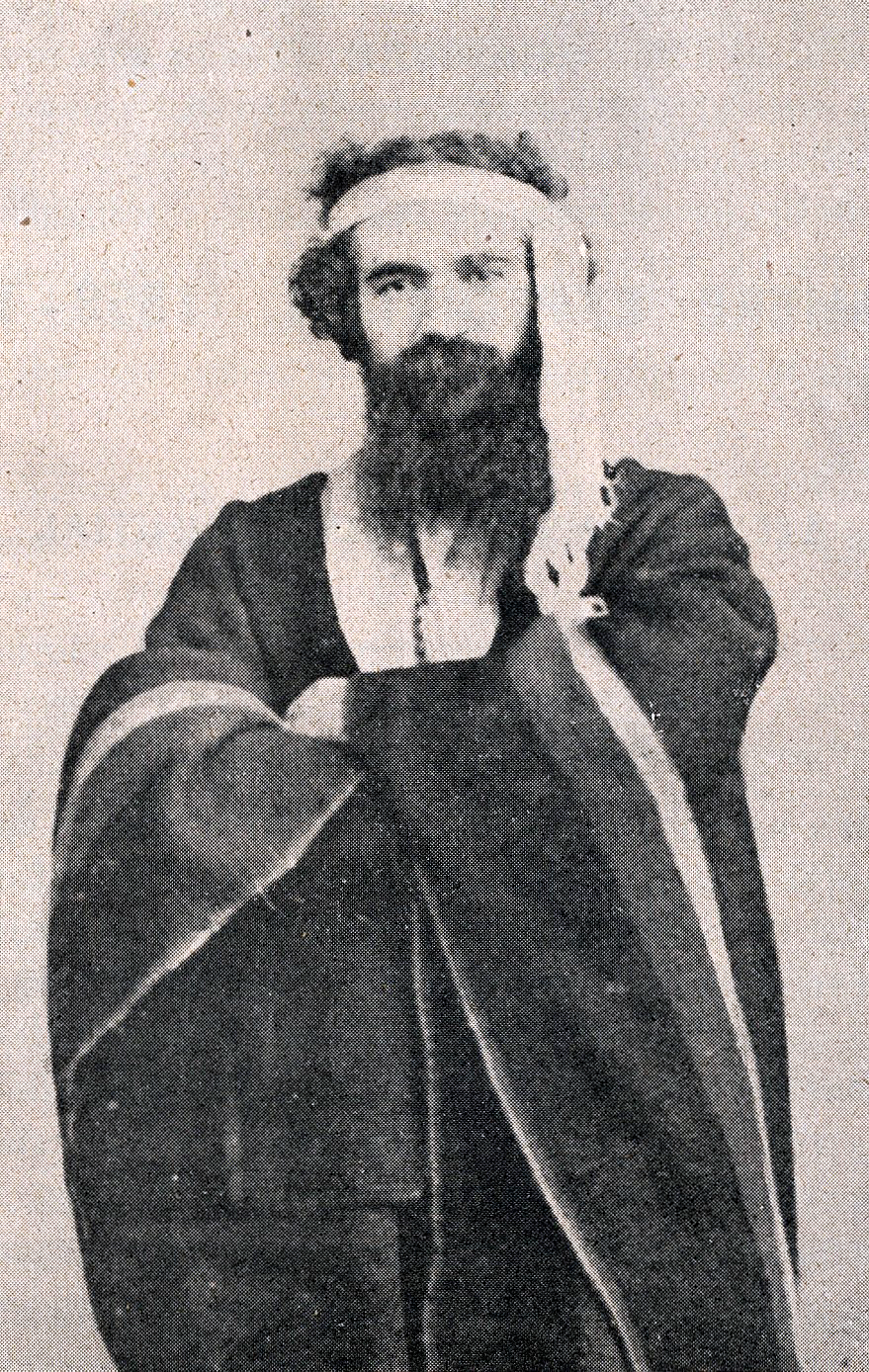
Orélie Antoine de Tounens con vestido tradicional mapuche.

### Antecedentes
En 1858, Antoine de Tounens, (nacido Antoine Orélie Tounein) procurador del Tribunal de primera instancia de Périgueux en Francia después de ser influido por la lectura de una traducción francesa del poema La Araucana de Alonso de Ercilla, decidió ir a Araucanía para fundar allí un reino.
En las décadas de 1850 y 1860, Francia buscaba crear un imperio colonial, organizando los territorios ya sometidos o ejerciendo su influencia sobre naciones independientes de manera similar a la de Gran Bretaña. En este contexto aparecen textos que reclaman el establecimiento de colonias de poblamiento o protectorados franceses en territorios no ocupados por las naciones «civilizadas», es decir europeas. Entre estos lugares, uno de los mencionados son la Patagonia, tierra apenas conocida y prácticamente despoblada que algunos cartógrafos consideraban como una entidad separada de los estados sudamericanos adyacentes.

### El reino
Tounens llegó en 1858 al puerto de Coquimbo y después de pasar algún tiempo en casa de una dama francesa en Valparaíso y luego en Santiago, se dirigió a la Araucanía desde el puerto de Valdivia. Allí se contactó con el lonco Quilapán, al que sugirió la idea de fundar un Estado para el pueblo mapuche con la promesa de lograr apoyo diplomático francés para los mapuches durante la época final de la Guerra de Arauco. Su propósito era, según aseguraba en su correspondencia, «civilizar a los araucanos». Quilapán permitió el ingreso de Tounens a sus tierras, cuyo paso estaba prohibido para los huincas (extranjeros).
El 17 de noviembre de 1860 de Tounens fundó allí el «Reino de la Araucanía» y se autoproclamó soberano bajo el nombre de Orélie Antoine I.
En los días siguientes, Tounens promulgó la constitución del reino y, según su propio testimonio, el 20 de noviembre del mismo año declaró la anexión de la Patagonia, estableciendo como límites el río Biobío en Chile por el norte, el océano Pacífico por el oeste, el océano Atlántico por el este desde el río Negro en la actual Argentina hasta el estrecho de Magallanes, límite austral continental del Reino.
Las escasas fuentes históricas aseguran que tuvo contacto con algunas autoridades del pueblo mapuche, sin embargo, el rey nunca tuvo el control de ningún punto del territorio. Las autoridades tradicionales mapuches continuaron en sus funciones, no se alteraron las costumbres y el estado nunca llegó a establecerse. Tounens aparentemente fue aceptado por un grupo de jefes locales («arribanos», habitantes de los valles de la Precordillera), en especial por Quilapán, como un extranjero capaz de lograr el apoyo de una potencia europea; no hay indicios de que lo reconociera como soberano, si bien Quilapán siguió algunos de sus consejos y le permitió usar el título de rey. Los mapuches conocidos como «abajinos», gente de los llanos del Valle Central, entre los ríos Biobío y Toltén, nunca reconocieron a Tounens y lo denunciaron ante Saavedra. Tampoco fue aceptado por Namuncurá, sucesor de Calfucurá, quien se consideraba «argentino» y el propio Tounens no menciona a otros importantes loncos mapuches o tehuelches como Sayhueque, cuyos territorios, empero, reivindica.
Tounens viajó a Valparaíso para dar a conocer su reino al presidente chileno Manuel Montt, quien no reconoció el nuevo Estado. Después de que el aventurero regresara a la Araucanía, el gobierno chileno bajo el mandato del nuevo presidente José Joaquín Pérez ordenó la búsqueda y arresto del proclamado rey, bajo el cargo de perturbación del orden público. La prensa chilena consideró que sus acciones podían servir como precedente para una intervención en Sudamérica de Napoleón III, similar la realizada en México en apoyo a Maximiliano de Habsburgo.

### Prisión e intentos de retorno
Uno de sus acompañantes, criollo y probablemente miembro del ejército chileno, lo entregó a orillas del río Malleco, en enero de 1862, siendo trasladado a Nacimiento y luego a Los Ángeles. Antoine de Tounens fue juzgado, él asumió su propia defensa, y a instancias del cónsul francés, declarado mentalmente insano por un fallo de la corte de Santiago del 2 de septiembre de 1862 y expulsado a Francia el 28 de octubre de 1862.
En Europa, Tounens promocionó su aventura, siendo apoyado por algunos empresarios para financiar un segundo viaje, realizado a fines de 1869. Sin embargo, durante aquellos años, el gobierno chileno había realizado maniobras militares en el territorio para incorporarlo a la República, por lo que Tounens no fue recibido con el apoyo anterior, debiendo huir a Buenos Aires. El historiador chileno Bengoa supone que en esta ocasión llegó con un navío cargado con armas y algunos pertrechos militares.
Tras intentar tres nuevos ingresos en 1870, 1874 y 1876, Tounens, en un último intento, solicitó al gobierno argentino una parcela para establecerse como colono en el Valle del Río Negro, petición que le fue negada. En consecuencia viajó a Olavarría para entrevistarse con algunos indígenas locales pero comprobó que estos estaban ya en tratativas con el estado argentino. Enfermo, fue internado en el hospital Francés de Buenos Aires y en 1877 volvió a Francia. De regreso en Tourtoirac consiguió trabajo en el ayuntamiento y murió el 17 de septiembre de 1878. Sobre su lápida se lee: “Aquí reposa Orellie Antoine, Rey de Araucanía y Patagonia.”
Un testimonio oral de su presencia es el de Juan Calfucurá, hijo del célebre toki pampeano Calfucurá, quien dijo a su entrevistador cincuenta años después de la aventura de Tounens:

Mi padre protegió al rey Aurelio. En la segunda entrada que hizo en la Araucanía, el coronel Saavedra ofreció paga al que lo matase. Entonces Aurelio tuvo miedo y mi padre me mandó dejarlo a Salinas Grandes a las posesiones de Cafulcurá... Dicen ahora que ese rey era loco. Así sería. El hombre ese vivía retirado. No le gustaban las fiestas. Conversaba con los caciques viejos y los visitaba seguido. No se le conocieron mujeres. Vestía el traje mapuche y se dejaba melena larga como los indios. Comía sus mismos alimentos. Partía muchas manzanas para secarlas al sol y comerlas así.
Juan Calfucurá

El 28 de agosto de 1873, un tribunal de París dictaminó que Antoine de Tounens, conocido como «rey de Araucania y Patagonia», nunca pudo justificar su condición de soberano.

## Territorio

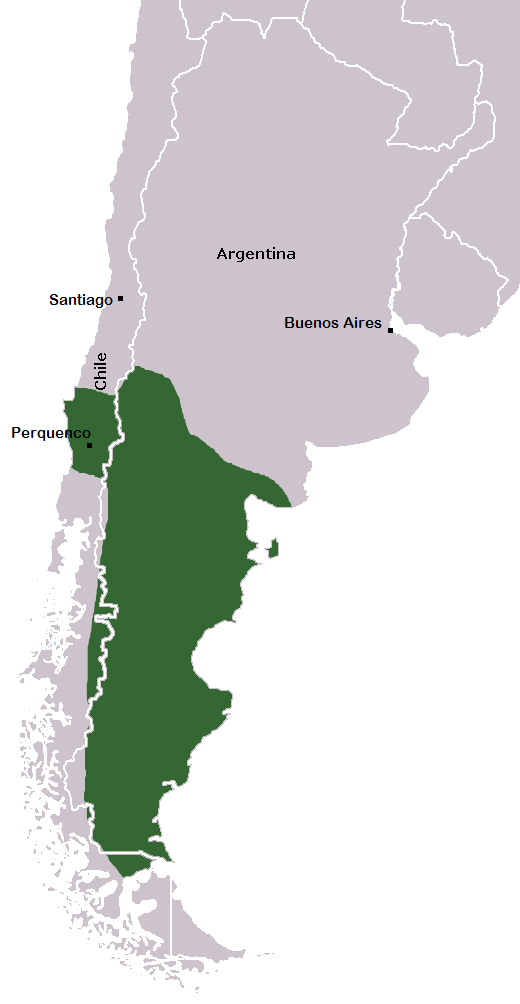
Extensión del territorio reclamado por el Reino sobre fronteras actuales.

El territorio reclamado por Tounens correspondía a aquellas comarcas que no habían sido sometidas por la corona española ni por sus estados sucesores, la República Argentina y la República de Chile. Tounens las consideraba Terra nullius ya que, como asegura en su proclamación, «... no depende de ningún otro estado; ... se halla dividida por tribus...» No obstante, ambos estados, Argentina y Chile, reivindicaban dichos espacios como propios en virtud del principio de uti possidetis ya que habían sido nominalmente parte del imperio español.
Gran parte de la Patagonia oriental ubicada al sur del Río Colorado se encontraba habitada por los tehuelches y pueblos pampas araucanizados, mientras que al occidente de los Andes el límite entre mapuches y chilenos estaba definido por el río Biobío, de acuerdo a lo estipulado en el Parlamento de Quilín de 1641. Por este tratado, las parcialidades mapuches reconocían la soberanía del rey de España, y este se comprometía a garantizarles el control del territorio.
En el comienzo de la conquista, la Patagonia fue parte de la Gobernación de Nueva León, concedida por la corona española al noble Simón de Alcazaba y Sotomayor. Fracasado el intento de colonización, las autoridades de Buenos Aires y Santiago establecieron puestos en la región oriental y occidental, respectivamente, y celebraron tratados con las autoridades indígenas que controlaban el territorio. La administración española, sin embargo, nunca deslindó los territorios patagónicos entre la Capitanía General de Chile y el Virreinato del Río de la Plata.
Es así que diversos asentamientos españoles existían hacia el sur de los límites mencionados; Valdivia, Osorno y el archipiélago de Chiloé habían sido territorios de la corona de Castilla con anterioridad a la independencia de Chile y fueron posteriormente incorporados a este país, mientras su gobierno avanzaba en la colonización de Llanquihue desde 1845, especialmente con inmigrantes de origen alemán. Asimismo existieron poblaciones de fundación hispánica al oriente de la cordillera de los Andes, tales como Carmen de Patagones. El territorio en torno al estrecho de Magallanes y Tierra del Fuego también, fue habitado por pobladores chilenos y argentinos desde la década de 1840.
Los grupos indígenas mapuches y tehuelches ocupaban el territorio que Tounens reclamaba como su reino, la mayor parte de ellos resistiendo con diferentes estrategias la presión de los estados nacionales surgidos de la independencia. 
En Chile, reconocidos como parte de un conflicto y firmantes de tratados con el gobierno central, los mapuches alternaban las alianzas y los ataques con el gobierno de Santiago. No siempre sus acciones eran coordinadas, ya que no había una autoridad central; algo que Tounens menciona, también, en su proclamación; «... un gobierno central es reclamado, tanto por el interés particular como en el orden general...» A tenor de sus declaraciones posteriores y en consonancia con el pensamiento eurocéntrico de su época, él sería el indicado para organizar la resistencia indígena estableciendo una monarquía similar a las europeas. 
En Argentina, donde la presencia del francés fue esporádica, los mapuches y los pueblos «araucanizados» llamados genéricamente «pampas», resistían por medio de incursiones (malones) a través de la extensa y permeable frontera entre sus dominios (los criollos lo llamaban «el desierto») y los estados provinciales. También aceptaban firmar tratados con los gobiernos (y a veces con las facciones políticas) de Argentina y en numerosas ocasiones se reconocían como «argentinos». La prensa porteña, sin embargo, solía mencionarlos como «chilenos» con propósitos propagandísticos. 
Excepto con Calfucurá, quien lo recibió por la amistad que lo unía a Quilapán, Tounens no tuvo contacto con grupos indígenas de esta región, mucho menos con los tehuelches, moradores de la Patagonia que el francés también reclamaba. Hay que notar que los mapas europeos y estadounidenses de la época muestran al territorio al sur del río Negro como una entidad aparte respecto de Chile o de Argentina; lo que expresa sin dudas la pretensión de las potencias de lograr derechos sobre esas tierras pobladas por «salvajes» y sin control pleno de los estados nacionales vecinos.
En los años sucesivos, el territorio sería efectivamente ocupado por ambas repúblicas a través de campañas militares conocidas como la Pacificación de la Araucanía en Chile y la Conquista del Desierto en Argentina; como también por exploraciones militares y el establecimiento de poblaciones criollas e inmigrantes venidas de Europa. Los indígenas que se resistieron fueron exterminados o perseguidos a ambos lados de la Cordillera y quienes se sometieron recibieron algunas parcelas para el cultivo o la ganadería. En ninguno de estos momentos históricos, el supuesto reino de Araucania fue mencionado, ni sus proclamados reyes, intervinieron de alguna manera en la defensa del territorio que reclamaban.

## Constitución

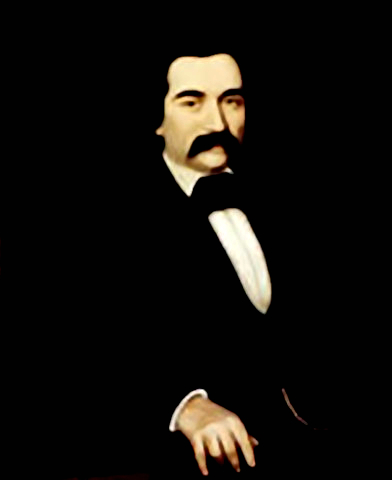
Desde 1851, Orélie Antoine de Tounens fue procurador del Tribunal de primera instancia del distrito de Périgueux.

La Constitución del Reino de la Araucanía (en francés: Charte Constitutionnelle du Royaume d'Araucanie) fue el pretendido texto fundamental de la monarquía constitucional del Reino de la Araucanía y la Patagonia. Redactada por Tounens, fue promulgada el 17 de noviembre de 1860, con la proclamación de este último como Rey de la Araucanía y la Patagonia, bajo el nombre Orélie Antoine I (castellanizado, Aurelio Antonio I). Nunca tuvo vigencia y en ella no participaron los pobladores mapuches, ni se tuvieron en cuenta sus tradiciones. Los sitios de internet defensores de la existencia del reino, por el contrario, sostienen que fue sancionado por una asamblea (en mapuche: Futa Koyang ) en la cual participaron miles de representantes indígenas, reunidos al pie del cerro Andencul. No existe ningún documento histórico, a excepción de unas pocas líneas del propio Tounens, que corrobore este aserto. Una cita aparentemente contemporánea, pero publicada mucho después, describe así la reacción indígena:

(Orellie) dijo a los indios: que había montado a caballo para que le reconociese como rey; que el gobierno les estaba robando sus tierras (…) que el venía de Francia a ser rey de la tierra (de los araucanos) para defenderles sus terrenos y que tenía veinte mil pesos. (…) Los indios después de oír esta relación decían: ¿De dónde ha salido este rey? ¿Quién lo mandó? ¿De dónde viene? ¿Cómo anda solo, que no tiene siquiera un capitán? ¿O será loco o será brujo? (…) En seguida lo nombraron rey.”
Testimonio de la reunión de Tounens con caciques de la Araucanía del 22 de diciembre de 1861, Citada en Revista Chilena de Historia y Geografía, Santiago de Chile, Imprenta Cervantes, Tomo LII.  1927.

La Constitución del Reino de la Araucanía es una carta muy elaborada, que toma como modelo, con algunas diferencias, la Constitución del II Imperio Francés del 14 de enero de 1852. Consta de nueve títulos integrados por un total de 64 artículos. El preámbulo se basaba en cinco principios: a) un rey o reina siguiendo el orden hereditario; b) un grupo de ministros dependientes directamente del rey; c) un Consejo de Privilegiados, compuesto por los nobles del reino; d) un Consejo de Estado, que se encarga junto con los ministros de hablar en nombre del gobierno y, e) un cuerpo legislativo electo por sufragio universal.
El texto fue reformado en dos ocasiones: la primera el 25 de enero de 1862, a raíz del encarcelamiento del pretendido monarca en la ciudad chilena de Los Ángeles y la segunda, el 17 de septiembre de 1978, con motivo de la muerte de la princesa consorte Jacqueline-Dominique Marquain, primera esposa del pretendido sucesor del trono Philippe Boiry. Ambas reformas tienen relación con disposiciones que regulan el orden hereditario de la sucesión real y fueron hechas por europeos, sin participación del pueblo mapuche.

## Pretendientes al trono
Los pretendientes al trono de Araucanía y la Patagonia son considerados soberanos ficticios, «de un reino sin existencia legal y sin reconocimiento internacional».
Antoine de Tounens no tuvo hijos pero, desde su muerte en 1878, ciudadanos franceses sin ninguna relación familiar con él se declararon pretendientes al trono de la Araucanía y la Patagonia.
En 1882, tres años y medio después de la muerte de Tounens, el francés Achille Laviarde declaró que este lo había nombrado heredero del trono de Araucanía por un testamento. Laviarde se declaró rey de Araucanía bajo el nombre de Achille I. Su principal preocupación fue crear órdenes de nobleza, que vendió al mejor postor. También polemizó con los salesianos, empeñados en consolidar sus misiones patagónicas; en ese contexto Monseñor Infante, prelado chileno, declaró que el reino solamente existía en la mente de ciertas personas. Achille Laviarde vivió en París, vagando por los cafés de Montmartre, y luego en Reims para reducir sus gastos; nunca estuvo en Araucanía. El 16 de marzo de 1902, el pretendido monarca murió sin dejar heredero ni testamento; uno de sus amigos, Antoine-Hippolyte Cros, fue designado como su sucesor bajo el nombre de Antoine II por el Consejo de Estado del Reino, compuesto por siete de los compradores de títulos de Laviarde. Arnaud Chaffanjon y Bertrand Galimard Flavigny aseguran que Laviarde cedió su corona a Cros, al perder una partida de cartas en el cabaret Le Chat noir.
El «reinado» de Antoine-Hippolyte Cros fue efímero ya que murió un año y medio después, el 1 de noviembre de 1903 en Asnières-sur-Seine (Altos del Sena). Su hija mayor, Laure-Thérèse Cros, lo sucedió con el nombre de Laure-Thérèse I, por lo cual Antoine-Hippolyte Cros fue el primer rey de la Araucanía en transmitir el ficticio trono a sus descendientes.La supuesta reina se desinteresó pronto de los asuntos del reino y a su muerte en 1916 la sucedió su hijo Jacques-Antoine Bernard bajo el nombre de Antoine III quien tampoco se ocupó de las pretensiones reales que se le asignaban. Bernard abdicó, en 1951, en favor de Philippe Boiry, quien tomó el nombre de Philippe I, con quien no tenía lazos familiares. Este hecho fue contestado por el escritor Jean Raspail, quien escribió una biografía novelada de Tounens y se proclamó «Cónsul general de la Patagonia».
Los reyes o pretendientes que sucedieron al fundador jamás visitaron el Reino hasta que Boiry estuvo un par de semanas en Argentina y Chile en abril de 1989. En esa oportunidad, declaró que se titulaba príncipe y no rey puesto que su reino: «ha sido conquistado y destruido».El escritor Antonio Gil Iñiguez, conde de Detif y Caballero de la Orden de la Corona de Acero, es el único chileno que ha recibido títulos de esa Casa Real.  
A finales de los años 1990, el periodista Enrique Oliva, corresponsal del diario Clarín de Buenos Aires en Francia, denunció en varios artículos de prensa al supuesto monarca, acusándolo de vender títulos nobiliarios «tan falsos como su presunta majestad». En su libro El Rey de la Araucanía y Patagonia de 1995, Oliva con el seudónimo de Lepot, relató la historia del «reino», cuya existencia negó e impugnó, la presunta sucesión de Boiry.  Al año siguiente, en una publicación francesa, Oliva escribió un capítulo, titulado «Le Roi de Patagonie», donde ratificó sus dichos. Boiry, a su vez, presentó una demanda ante la justicia francesa reclamando una indemnización y con la pretensión de validar su título por vía judicial; la corte desestimó estas denuncias en 1997.
A finales del siglo XX, o principios del XXI, los pretendientes al trono crearon una organización no gubernamental, llamada Auspice Stella,  con el objeto de: «apoyar al pueblo mapuche de Chile y Argentina, así como a otros pueblos indígenas de América Latina en su lucha por sus derechos fundamentales y apoyarlos para obtener de los países interesados el respeto de la declaración de las Naciones Unidas sobre los derechos de los pueblos indígenas y su lucha por la tierra, los derechos económicos y culturales, la autonomía y la autodeterminación». En esta asociación, colocada bajo el patronazgo del pretendiente real, participan europeos y mapuches, siendo su presidente Reinaldo Mariqueo, mapuche nacido en Chile y exiliado en 1973, quien también participa de otra ONG británica: «The Mapuche Nation». Mariqueo es un defensor de los sedicentes monarcas y en 2010 fue nombrado conde de Lul-lul Mawidha y encargado de los Asuntos Exteriores del Reino de Araucanía y Patagonia. En una entrevista afirmó:

El gobierno monárquico en el exilio no lucha por el restablecimiento en el territorio ancestral mapuche de un gobierno monárquico o la imposición de un monarca, ni tampoco está empeñado en crear un estado separado en un mundo donde las fronteras se hacen cada vez más irrelevantes.
Reynaldo Mariqueo

Otros referentes mapuches, como Facundo Jones Huala, desconocen la legitimidad de Mariqueo y la pretendida casa real.
A la muerte de Philippe Boiry, el consejo de regencia de la casa real de Araucanía y Patagonia eligió, el 9 de enero de 2014, a Jean-Michel Parasiliti di Para (1942 -2017) como nuevo pretendiente al trono real de la Araucanía y la Patagonia, bajo el nombre de Antoine IV. Un grupo rival designó, al mismo tiempo, a otro pretendiente, Stanislas Parvulesco, un joven comerciante de 21 años, con el nombre de Stanislas I; no obstante, una gran mayoría de los simpatizantes del Reino se alinearon detrás de Jean-Michel Parasiliti di Para.
Parasiliti di Para falleció el 16 de diciembre de 2017; tras su muerte su esposa, Sheila Rani, fue nombrada regente hasta la elección, el 24 de marzo de 2018, del heraldista Frédéric Luz (nacido en 1964), vicepresidente de la asociación Auspice Stella – Souvenir franco-araucanien, bajo el nombre de Frédéric I.
En marzo de 2023, Frédéric fue "destituido" por los miembros golpistas del Consejo del Reino y del Consejo de Estado, quienes argumentaron que se hallaba abrumado por las exigencias de su cargo. Frédéric a catalogado la acción como un "golpe de estado". En abril, el Consejo del Reino golpista eligió a Philippe Delorme como nuevo pretendiente, bajo el nombre de «Philippe II». Ocho días después renunció al cargo, argumentando "una avalancha de calumnias y amenazas de violencia sin precedentes".
En abril de 2024, el consejo de regencia golpista escogió a Philippe Pichon como pretendiente al trono, bajo el nombre de «Philippe III», sin embargo el consejo legitimo proclaman a Laurent Lafayne como el legitimo príncipe y Jefe de la Casa Real de la Araucanía y la Patagonia el 12 de mayo del 2025, bajo el nombre de «Antoine V».  

### Lista de pretendientes al trono de Araucanía y Patagonia

Bandera de la Provincia de Río Negro, que se cree que está inspirada en la bandera del Reino de Araucanía y la Patagonia.

| Foto | Nombre                                      | Periodo                                                |
| ---- | ------------------------------------------- | ------------------------------------------------------ |
|      | Achille Laviarde «Achille I»                | 1878 - 1902                                            |
|      | Antoine Hippolyte Cros «Antoine II»         | 1902 - 1903                                            |
|      | Laure Thérèse Cros «Laure-Thérèse I»        | 1903 - 1916                                            |
|      | Jacques Antoine Bernard «Antoine III»       | 1916 - 1952                                            |
|      | Philippe Boiry «Philippe I»                 | 1951 - 2014                                            |
|      | Jean-Michel Parasiliti di Para «Antoine IV» | 2014 - 2017                                            |
|      | Frédéric Luz «Frédéric I»                   | 24 de marzo de 2018 - 12 de abril de 2023 (destituido) |
|      | Laurent Lafayne «Antoine V»                 | 12 de mayo de 2025 - actualidad                        |
|      |                                             |                                                        |

## Cultura
- La película argentina La película del rey (1986), dirigido por Carlos Sorín y ganador del primer premio Goya a la mejor película extranjera de habla hispana,[48] es una variación sobre la historia de Orélie Antoine de Tounens.[49]
- En 2009, cuando se oficializó la bandera de la provincia argentina de Río Negro, algunos críticos alegaron que la misma contenía los colores de la bandera del Reino de la Araucanía y la Patagonia.[50]
- La película chilena-estadounidense Rey (2017), dirigida por Niles Atallah, trata del juicio a Orélie Antoine de Tounens tras el intento de proclamación del Reino de la Araucanía.[51][52]